# Fundamentalne interakcije
Fundamentalne interakcije, osnovne sile ili temeljno međudjelovanje je međudjelovanje elementarnih čestica: gravitacijsko, elektromagnetsko, jako i slabo. Sva poznata međudjelovanja posljedica su tih 4 temeljnih međudjelovanja. Temeljna međudjelovanja međusobno se razlikuju po česticama na koje djeluju, jakosti, dosegu i česticama koje ih prenose. Jako međudjelovanje djeluje na kvarkove i gluone, slabo međudjelovanje na kvarkove i leptone, elektromagnetsko međudjelovanje na sve čestice nabijene električnim nabojem, a gravitacijsko međudjelovanje na sve čestice koje imaju masu. Gravitacijsko međudjelovanje između elementarnih čestica je iznimno slabo, slabo međudjelovanje je malo jače, elektromagnetsko još jače i jako je međudjelovanje najjače. Doseg elektromagnetskog i gravitacijskog međudjelovanja je beskonačan, a doseg jakog i slabog međudjelovanja je kratak, približno poput promjera atomske jezgre. Jako međudjelovanje prenose gluoni, elektromagnetsko fotoni, slabo W± i Z0 bozoni a gravitacijsko gravitoni (koji nisu pokusima potvrđeni).
| Međudjelovanje   | Trenutačna teorija                                    | Prijenosnici djelovanja | Relativna jakost(1) | Ovisnost o udaljenosti                         | Doseg djelovanja (m)    |
| ---------------- | ----------------------------------------------------- | ----------------------- | ------------------- | ---------------------------------------------- | ----------------------- |
| Jaka             | Kvantna kromodinamika (QCD)                           | gluoni                  | 1038                | {\displaystyle {\sim r}} (vidi napomenu)       | 10−15                   |
| Elektromagnetska | Kvantna elektrodinamika (QED)                         | fotoni                  | 1036                | {\displaystyle {\frac {1}{r^{2}}}}             | {\displaystyle \infty } |
| Slaba            | Kvantna aromodinamika (QFD)                           | W i Z bozoni            | 1025                | {\displaystyle {\frac {e^{-m_{W,Z}r}}{r^{2}}}} | 10−18                   |
| Gravitacijska    | Opća teorija relativnosti (GR, nije kvantna teorija.) | gravitoni               | 1                   | {\displaystyle {\frac {1}{r^{2}}}}             | {\displaystyle \infty } |

(1) približne veličine. Točne vrijednosti ovise o česticama i energiji.
Međudjelovanja elementarnih čestica danas su opisana standardnim modelom čestica, odnosno standardnom teorijom čestica i sila. Utemeljena su na umnošku grupa U(1)×SU(2)×SU(3). Svakoj od grupa u tom umnošku svojstven je određeni naboj, koji je izvor pridruženoga baždarnoga bozona, prijenosnika danoga temeljnoga međudjelovanja. Temeljna međudjelovanja prenosi dvanaest baždarnih bozona: foton, elektromagnetsko međudjelovanje, dva masivna W-bozona i neutralni Z-bozon slabo međudjelovanje, i osam gluona jako međudjelovanje kao što to opisuje kvantna kromodinamika (međudjelovanja kvarkova i gluona koji posjeduju jaki naboj nazvan bojom).
Jedan od glavnih ciljeva fizike elementarnih čestica je ujedinjenje temeljnih međudjelovanja. Do sada su u elektroslaboj teoriji ujedinjeni slabo i elektromagnetsko međudjelovanje u elektroslabo međudjelovanje.

### Elementarne čestice
Elementarna čestica ili temeljna čestica spada u podgrupu subatomskih čestica i odlikuje se najvećim stupnjem elementarnosti (temeljnosti). Temeljnost novootkrivenih subatomskih čestica ovisi o tom imaju li strukturu, mogu li se sastaviti od već postojećih čestica ili se mogu svesti na već poznate čestice. Prema standardnom modelu čestica smatra se da 12 temeljnih čestica izgrađuje svu tvar u svemiru: leptoni (elektron, mion, tauon i njima pripadajući neutrini) i kvarkovi. Prijenosnici međudjelovanja između čestica tvari su bozoni: fotoni, gluoni, W-bozoni, Z-bozoni i Higgsovi bozoni. 
Kvarkovi i leptoni raspoređeni u parove koji čine tri naraštaja (generacije ili obitelji): 
- elektron (e) i njegov neutrino νe te gornji (u) i donji (d) kvark;
- mion (μ) i njegov neutrino νμ te čarobni ili šarmantni (c) kvark i strani ili čudni (s) kvark;
- tauon (τ) i njegov neutrino ντ te dubinski (b) kvark ili kvark ljepote i vršni (t) kvark ili kvark istine.

Sva je tvar građena od lakih temeljnih čestica prvoga naraštaja, dok se teži kvarkovi pronalaze u sudarima u ubrzivačima čestica ili kozmičkom zračenju. Te čestice nose naboje koji su izvori temeljnih sila (fundamentalne interakcije) i u tom je glavno značenje njihove temeljnosti. Danas su te sile opisane standardnom teorijom čestica i sila.

### Temeljne sile prirode
Prema standardnom modelu postoje 3 temeljne sile prirode. To su elektromagnetska, slaba nuklearna i jaka nuklearna sila. Gravitacija iako je jedna od temeljnih sila prirode, ipak nije dio standardnog modela. Znanstvenici još uvijek ne znaju kako povezati gravitaciju sa standardnim modelom. Taj zadatak pokazao se vrlo teškim i nedostižnim. Međutim, postoje neki teorijski dokazi da su se u ranijoj povijesti svemira reakcije čestica događale pri vrlo visokim energijama, tako da su ove 4 sile počele djelovati na vrlo slične načine. Fizičari ovo vide kao znak da postoji jedna temeljna sila prirode, bitnija od 4 prethodno navedene sile. 
Za razliku od gravitacijske i elektromagnetske sile, slaba i jaka nuklearna sila su praktički tek nedavno otkrivene. Razlog tomu je što te sile imaju točno određen domet. Na udaljenostima većim od određenog dometa, ove sile postaju nemjerljivo male. Domet jake sile je 10−15 m, a slabe sile 10−17 m. Dakle, ove dvije sile imaju domet manji od atomskih veličina budući da su mjere (dimenzije) atoma 10−10 m u promjeru.